# Hippalektryon

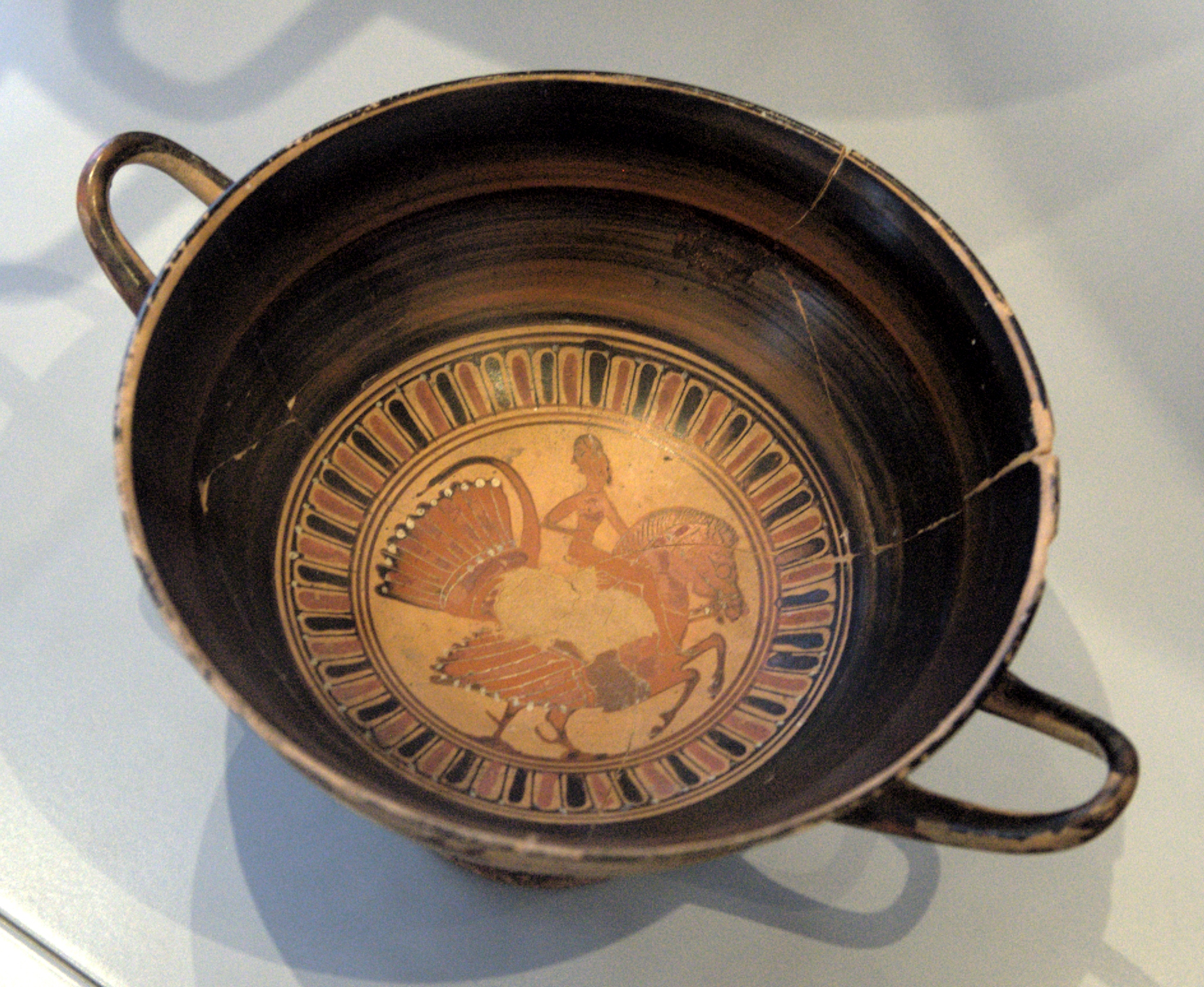
Reiter auf einem Hippalektryon. Innenseite einer attisch-schwarzfigurigen Randschale des Xenokles, 540–530 v. Chr., Altes Museum (Berlin)

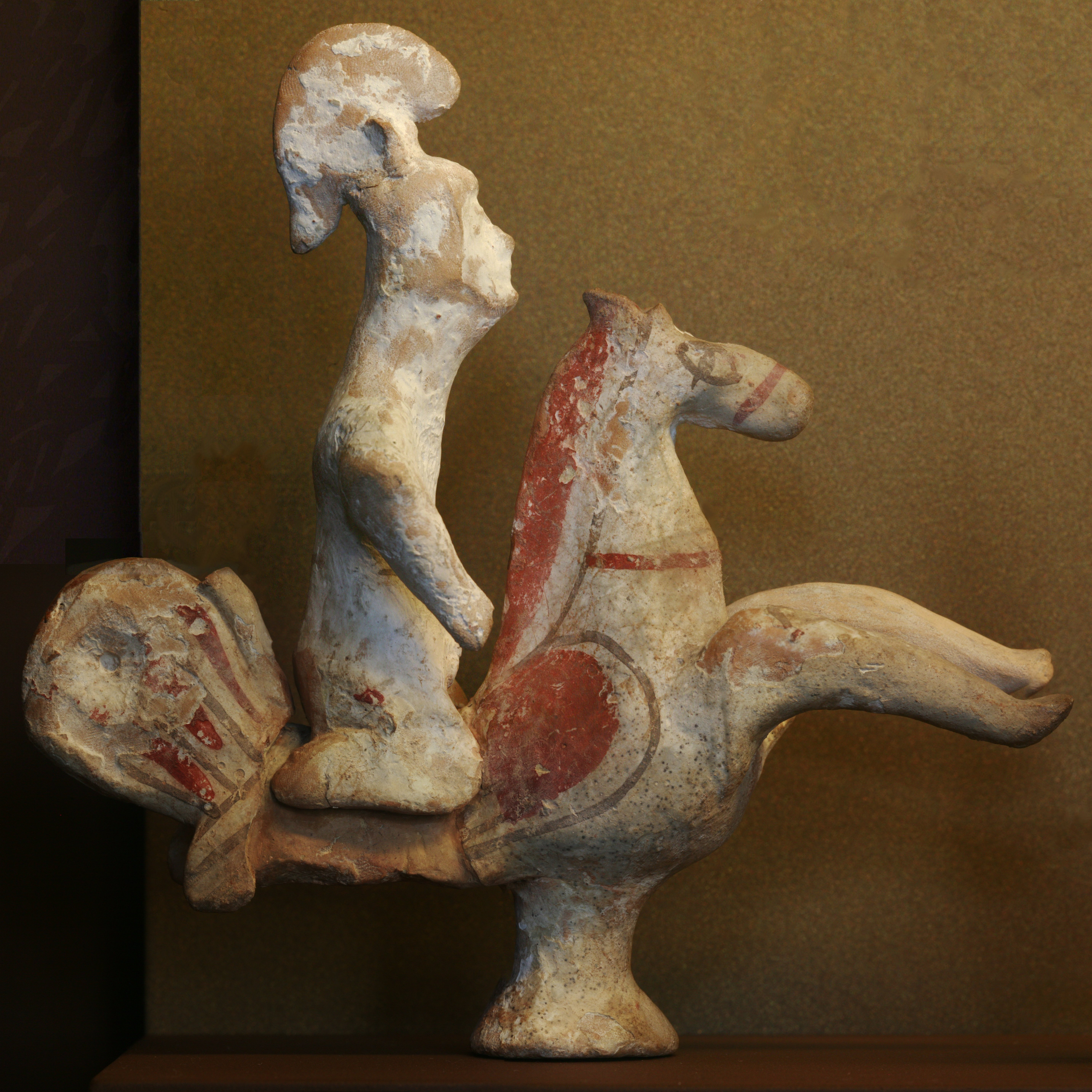
Reitender Krieger auf einem Hippalektryon. Terrakottafigur aus Theben, heute im Louvre

Ein Hippalektryon (altgriechisch ἱππαλεκτρυών hippalektryṓn, von ἵππος híppos, deutsch ‚Pferd‘ und ἀλεκτρυών alektryōn, deutsch ‚Hahn‘) ist in der griechischen Mythologie ein Mischwesen aus Pferd und Hahn.

## Hippalektryon in der Literatur
Das Hippalektryon ist nicht Bestandteil eines Mythos und wird deshalb in der griechischen Literatur nur selten erwähnt. Aischylos erwähnte in seiner verlorenen Tragödie Die Myrmidonen ein Hippalektryon als Dekoration eines Schiffs. Aristophanes machte sich gegen Ende des 5. Jahrhunderts v. Chr. in seiner Komödie Die Frösche über Aischylos lustig, indem er eine fiktive Version des Dichters Euripides erklären lässt, in seinen eigenen Stücken kämen solche Gestalten nicht vor und Aischylos solle seine Zuschauer nicht mit solchen unverständlichen Begriffen quälen, die selbst die Götter verwirrten. Dies deutet darauf hin, dass das Hippalektryon zur Zeit des Aristophanes in der Literatur keine wesentliche Rolle spielte. Es gibt noch zwei weitere Komödien, in denen Aristophanes, ebenfalls auf die Schilderung in Aischylos’ Tragödie gemünzt, spottend ein Hippalektryon erwähnt. Sowohl in Die Vögel als auch in Der Frieden wird damit ein protziger Offizier beschrieben, der sich aufbläht wie ein „Rosshahn“.
Von Aischylos erfunden wurde das Wesen aber nicht, denn es findet sich bereits vor seiner Zeit in der griechischen Vasenmalerei und Kleinplastik wieder. Hesychios und Photios versuchten das bei Aristophanes erwähnte Tier einem Greifen ähnlich als Pferd mit Hahnenkopf zu erklären.

## Hippalektryon in der Kunst
Das Hippalektryon kommt in der schwarzfigurigen Vasenmalerei etwa ab dem zweiten Viertel des 6. Jahrhunderts v. Chr. vor. Es hat den Kopf, Rumpf und die Vorderbeine eines Pferdes und Hinterbeine, Flügel und Schwanzfedern eines Hahns. Meist wird es als auf den Hinterbeinen stehend und sich aufbäumend dargestellt. Eine der ältesten Darstellungen dieses Wesens in der griechischen Vasenmalerei – ein Fries auf einer schwarzfigurigen Amphore im Akademischen Kunstmuseum in Bonn – zeigt das Hippalektryon zwischen anderen Mischwesen wie zum Beispiel Sirenen. Im Gegensatz zu den anderen mythischen Wesen trägt es ein Zaumzeug, ist aber ohne Reiter abgebildet. In den meisten weiteren Darstellungen trägt das Hippalektryon einen Reiter auf seinem Rücken, zumeist einen nicht weiter spezifizierten jungen Mann, in einem Fall auch einen bärtigen Mann mit einem Dreizack, der wohl den Gott Poseidon darstellt.
Ein Hippalektryon, auf dem ein Krieger mit Helm reitet, zeigt auch eine Terrakottafigur aus Theben in Böotien, die vermutlich ebenfalls aus der spätarchaischen Zeit stammt.
Im Gegensatz zu vielen anderen um diese Zeit beliebten Mischwesen wie der Sirene, der Sphinx oder dem Greifen scheint das Hippalektryon nicht auf ägyptische oder vorderasiatische Vorbilder zurückzugehen und ist möglicherweise eine griechische Erfindung. Um dieselbe Zeit treten in der griechischen Kunst auch weitere Wesen mit Teilen eines Hahnenkörpers auf, darunter Mischwesen aus Eber und Hahn, Panther und Hahn oder Stier und Hahn. Unter ihnen lässt sich aber nur das Hippalektryon mit einem durch die antike Literatur überlieferten Namen in Verbindung bringen.

## Moderne Rezeption
In den Mother-Goose-Rhymes, einer englischsprachigen Sammlung von Märchen und Kinderreimen (erste Erwähnung 1697), wird ein „Cock-Horse“ erwähnt, das vielleicht mit dem Hippalektryon identisch ist. Außerdem kommen Hippalektryen im Jugendbuch „Percy Jackson – Die Schlacht um das Labyrinth“ von Rick Riordan vor. Die Tiere gelten in dem Fantasy-Roman als ausgestorben, doch einige leben noch auf Geryons Ranch.